# ボラット・ヌルガリエフ
ボラット・カビディルハミトヴィチ・ヌルガリエフ（カザフ語: Болат Қабдылхамитұлы Нұрғалиев、ロシア語: Болат Кабдылхамитович Нургалиев、Bolat Kabdylkhamitovich Nurgaliyev、1951年7月25日 - ）は、カザフスタンの外交官。元上海協力機構事務局長。

## 経歴
1951年7月25日、ソビエト連邦のカザフ共和国アクモリンスク州エルメンタウスキー地区ブラゴダトノエ村に生まれる。1972年、ツェリノグラード（現在のアスタナ）教育大学で外国語学部を卒業する。大学卒業後、母校で教鞭をとった後、1973年から1974年まで兵役に就く。1973年にソ連国防省勤務を経て、ソ連外務省に入省する。1980年から南アジア諸国担当書記官補となり、1981年から1985年まで、駐在パキスタン大使館の書記官補。1990年から1992年まで駐印ソビエト大使館の書記官補、三等書記官、一等書記官を歴任する。
ソビエト連邦の崩壊後、カザフスタン外務省に移り、同省国際安全保障・軍備管理局長。1994年、カザフスタン外務次官。1996年、駐米・加・墨特命全権大使。2001年、駐韓特命全権大使。2003年、駐日特命全権大使を歴任した。2007年1月1日から2009年12月31日まで、上海協力機構（SCO）事務局長を務めた。
事務局長就任直後、ヌルガリエフは「上海協力機構の最も重要な任務は、テロリズム、分離主義および過激主義に対する更なる取り締まりである」と述べた。

## パーソナル
Yu.V.アンドロポフ名称ソ連KGB赤旗大学を卒業。